# Knonau
Knonau est une commune suisse du canton de Zurich, située dans le district d'Affoltern.

## Monuments et curiosités

Photo aérienne (1974).

L'église paroissiale réformée est un sanctuaire de style gothique tardif édifié au début du XVIe siècle sur l'emplacement d'une église du VIIIe siècle attestée par des fouilles. L'intérieur a été fortement modifié en 1769-70. Les stucs à tonalités verdâtres et rougeâtres sont l'œuvre de Lucius Gambs (1769).
Le Château de Knonau est un bâtiment datant du début du XVIe siècle avec un pignon à redans. Il servit de résidence au bailli jusqu'en 1798. Son aménagement intérieur date en grande partie du XVIIIe siècle.